# Яготинська міська рада
Яготи́нська міська́ ра́да — адміністративно-територіальна одиниця та орган місцевого самоврядування в Яготинському районі Київської області. Адміністративний центр — місто Яготин.

## Загальні відомості
Яготинська міська рада утворена в 1957 році.
- Територія ради: 57,5 км²
- Населення ради: 23 775 осіб (станом на 2001 рік)
- Територією ради протікають річки Супій, Іржавець

## Населені пункти
Міській раді підпорядковані населені пункти:
- м. Яготин
- с. Соколівщина
- с. Червоне Заріччя

## Склад ради
Рада складається з 36 депутатів та голови.
- Голова ради: Дзюба Наталія Миколаївна
- Секретар ради: Рубанчук Тетяна Іванівна

### Керівний склад попередніх скликань
| Прізвище, ім'я, по батькові | Основні відомості                                                        | Дата обрання | Дата звільнення |
| --------------------------- | ------------------------------------------------------------------------ | ------------ | --------------- |
| Гусь Володимир Іванович     | Міський голова, 1952 року народження, член Соціалістичної партії України | 26.03.2006   | 31.10.2010      |
| Дзюба Наталія Миколаївна    | Міський голова, 1961 року народження, освіта вища, член Партії регіонів  | 31.10.2010   |                 |

Примітка: таблиця складена за даними сайту Верховної Ради України

### Депутати
За результатами місцевих виборів 2010 року депутатами ради стали:

#### За суб'єктами висування
| Суб'єкт висування                                                                    | Кількість обраних депутатів | %    |
| ------------------------------------------------------------------------------------ | --------------------------- | ---- |
| Партія регіонів                                                                      | 17                          | 47,2 |
| Політична партія «Сильна Україна»                                                    | 5                           | 13,9 |
| Політична партія «Європейська партія України»                                        | 2                           | 5,6  |
| Політична партія «Фронт Змін»                                                        | 2                           | 5,6  |
| Українська соціал-демократична партія                                                | 2                           | 5,6  |
| Єдиний Центр                                                                         | 1                           | 2,8  |
| Комуністична партія України                                                          | 1                           | 2,8  |
| Партія Зелених України                                                               | 1                           | 2,8  |
| Політична партія Всеукраїнське об'єднання «Батьківщина»                              | 1                           | 2,8  |
| Політична партія Всеукраїнське об'єднання «Свобода»                                  | 1                           | 2,8  |
| Політична партія «Нова політика»                                                     | 1                           | 2,8  |
| Політична партія «УДАР (Український Демократичний Альянс за Реформи) Віталія Кличка» | 1                           | 2,8  |
| Соціалістична партія України                                                         | 1                           | 2,8  |

#### За округами
| № округу                                                                             | Прізвище, ім'я, по батькові        | Дата визнання обраним | Освіта             | Партійна приналежність                                                                     | Відомості про обраного депутата                                                     |
| ------------------------------------------------------------------------------------ | ---------------------------------- | --------------------- | ------------------ | ------------------------------------------------------------------------------------------ | ----------------------------------------------------------------------------------- |
| Єдиний Центр                                                                         |                                    |                       |                    |                                                                                            |                                                                                     |
| б/м                                                                                  | Ковбота Павло Іванович             | 04.11.2010            | вища               | член Єдиного Центру                                                                        | ТОВ «Граф», юрист-консультант                                                       |
| Комуністична партія України                                                          |                                    |                       |                    |                                                                                            |                                                                                     |
| б/м                                                                                  | Міхно Вікторія Григорівна          | 04.11.2010            | вища               | член Комуністичної партії України                                                          | приватний підприємець                                                               |
| Партія Зелених України                                                               |                                    |                       |                    |                                                                                            |                                                                                     |
| 2                                                                                    | Лавріненко Олександр Олександрович | 23.03.2014            | вища               | член Партії Зелених України                                                                | пенсіонер                                                                           |
| Партія регіонів                                                                      |                                    |                       |                    |                                                                                            |                                                                                     |
| б/м                                                                                  | Потельчак Володимир Андрійович     | 04.11.2010            | вища               | член Партії регіонів                                                                       | ВАТ «Яготинський механічний завод», голова правління                                |
| б/м                                                                                  | Кудрявський Олександр Миколайович  | 04.11.2010            | вища               | член Партії регіонів                                                                       | Яготинська державна адміністрація, завідувач юридичного сектору                     |
| б/м                                                                                  | Левченко Іван Прокопович           | 04.11.2010            | вища               | член Партії регіонів                                                                       | пенсіонер                                                                           |
| б/м                                                                                  | Васюта Світлана Павлівна           | 04.11.2010            | вища               | член Партії регіонів                                                                       | ВАТ «Яготинський маслозавод», головний технолог                                     |
| б/м                                                                                  | Комаренко Світлана Олексіївна      | 04.11.2010            | вища               | член Партії регіонів                                                                       | Яготинська спеціалізована загальноосвітня школа № 3, директор                       |
| б/м                                                                                  | Рудич Любов Юріївна                | 04.11.2010            | вища               | член Партії регіонів                                                                       | фізична особа-підприємець                                                           |
| 4                                                                                    | Юхта Юрій Васильович               | 04.11.2010            | вища               | член Партії регіонів                                                                       | Яготинська спеціалізована загальноосвітня школа № 3, заступник директора            |
| 6                                                                                    | Глиняна Людмила Миколаївна         | 04.11.2010            | вища               | член Партії регіонів                                                                       | Яготинська ЦРЛ, заступник головного лікаря                                          |
| 8                                                                                    | Пісківець Валентин Андрійович      | 04.11.2010            | вища               | член Партії регіонів                                                                       | ТОВ «Спецтехніка», директор                                                         |
| 9                                                                                    | Герин Тетяна Вікторівна            | 04.11.2010            | вища               | член Партії регіонів                                                                       | Управління пенсійного фонду в Яготинському районну, заступник начальника управління |
| 10                                                                                   | Антоненко Олександр Леонідович     | 04.11.2010            | вища               | член Партії регіонів                                                                       | фізична особа-підприємець                                                           |
| 11                                                                                   | Гладка Анжела Борисівна            | 04.11.2010            | вища               | член Партії регіонів                                                                       | фізична особа-підприємець                                                           |
| 13                                                                                   | Шльончик Віра Михайлівна           | 04.11.2010            | вища               | член Партії регіонів                                                                       | Яготинська загальноосвітня школа № 1, директор                                      |
| 14                                                                                   | Стовбчатий Юрій Леонідович         | 04.11.2010            | вища               | член Партії регіонів                                                                       | Яготинська ДЮСШ, директор                                                           |
| 15                                                                                   | Федина Олена Іванівна              | 04.11.2010            | вища               | член Партії регіонів                                                                       | Яготинське районне управління юстиції, начальник                                    |
| 16                                                                                   | Дьогтяр Сергій Миколайович         | 04.11.2010            | вища               | член Партії регіонів                                                                       | Фінансовий відділя Яготинської районної державної адміністрації, начальник          |
| 17                                                                                   | Лисенко Юлія Вікторівна            | 04.11.2010            | вища               | член Партії регіонів                                                                       | ВАТ «Яготинський маслозавод», заступник директора                                   |
| Політична партія Всеукраїнське об'єднання «Батьківщина»                              |                                    |                       |                    |                                                                                            |                                                                                     |
| б/м                                                                                  | Помазун Анатолій Анатолійович      | 04.11.2010            | середня            | член Всеукраїнського об'єднання «Батьківщина»                                              | фізична особа-підприємець                                                           |
| Політична партія Всеукраїнське об'єднання «Свобода»                                  |                                    |                       |                    |                                                                                            |                                                                                     |
| б/м                                                                                  | Лещенко Микола Іванович            | 04.11.2010            | вища               | член Всеукраїнського об'єднання «Свобода»                                                  | ВАТ "Логістичний центр «Плюс», інженер — енергетик                                  |
| Політична партія «Європейська партія України»                                        |                                    |                       |                    |                                                                                            |                                                                                     |
| б/м                                                                                  | Олійник Назар Анатолійович         | 04.11.2010            | вища               | член Політичної партії «Європейська партія України»                                        | ТОВ «Меркс Груп», керуючий торгово-виставочної зали                                 |
| 18                                                                                   | Галас Сергій Васильович            | 04.11.2010            | вища               | позапартійний                                                                              | ПП «Аршин», дирек-тор                                                               |
| Політична партія «Нова політика»                                                     |                                    |                       |                    |                                                                                            |                                                                                     |
| б/м                                                                                  | Басанець Микола Миколайович        | 04.11.2010            | вища               | член Політичної партії «Нова політика»                                                     | приватний підприємець                                                               |
| Політична партія «Сильна Україна»                                                    |                                    |                       |                    |                                                                                            |                                                                                     |
| б/м                                                                                  | Крутько Володимир Іванович         | 04.11.2010            | середня спеціальна | член Політичної партії «Сильна Україна»                                                    | Яготинський ЦПЗ № 8, начальник                                                      |
| б/м                                                                                  | Рубанчук Тетяна Іванівна           | 04.11.2010            | вища               | член Політичної партії «Сильна Україна»                                                    | Яготинська РДА, нач.відділ                                                          |
| 2                                                                                    | Білаш Володимир Миколайович        | 04.11.2010            | середня спеціальна | член Політичної партії «Сильна Україна»                                                    | ПВО Міськ-світло, начальник                                                         |
| 7                                                                                    | Полежака Олександр Леонідович      | 04.11.2010            | вища               | член Політичної партії «Сильна Україна»                                                    | Яготинське РайСТ, голова правління                                                  |
| 12                                                                                   | Шевченко Валентин Вікторович       | 04.11.2010            | вища               | позапартійний                                                                              | Яготинське управління ПтСЗН, заступник начальника                                   |
| Політична партія «УДАР (Український Демократичний Альянс за Реформи) Віталія Кличка» |                                    |                       |                    |                                                                                            |                                                                                     |
| б/м                                                                                  | Загазей Володимир Іванович         | 04.11.2010            | вища               | член Політичної партії «УДАР (Український Демократичний Альянс за Реформи) Віталія Кличка» | тимчасово не працює                                                                 |
| Політична партія «Фронт Змін»                                                        |                                    |                       |                    |                                                                                            |                                                                                     |
| б/м                                                                                  | Малиш Наталія Миколаївна           | 04.11.2010            | вища               | член Політичної партії «Фронт Змін»                                                        | СТ «Пайовик», директор                                                              |
| б/м                                                                                  | Івахно Наталія Миколаївна          | 04.11.2010            | вища               | член Політичної партії «Фронт Змін»                                                        | ТОВ «АГ — БАГ — Україна», головний бухгалтер                                        |
| Соціалістична партія України                                                         |                                    |                       |                    |                                                                                            |                                                                                     |
| 3                                                                                    | Кошельник Сергій Іванович          | 04.11.2010            | вища               | член Соціалістичної партії України                                                         | Сотниківська загальноосвітня школа, вчитель                                         |
| Українська соціал-демократична партія                                                |                                    |                       |                    |                                                                                            |                                                                                     |
| б/м                                                                                  | Шмигановський Василь Степанович    | 04.11.2010            | вища               | член Української соціал-демократичної партії                                               | пенсіонер                                                                           |
| 5                                                                                    | Макарчук Анатолій Володимирович    | 04.11.2010            | вища               | позапартійний                                                                              | Яготинське міжрайонне відділення, суд-мед-експерт                                   |